# Madagascar (quartier de Yaoundé)
 (décembre 2018).
Si vous disposez d'ouvrages ou d'articles de référence ou si vous connaissez des sites web de qualité traitant du thème abordé ici, merci de compléter l'article en donnant les références utiles à sa vérifiabilité et en les liant à la section « Notes et références ».
Pour les articles homonymes, voir Madagascar (homonymie).
Madagascar est un quartier populaire de la ville de Yaoundé, capitale du Cameroun, situé dans l'arrondissement de Yaoundé II.

## Étymologie
Madagascar est un nom importé ; Madagascar, aux dires de nos informateurs, fait allusion à l’île de Madagascar située dans l’Océan Indien. Certains pensent que ce nom est d’origine 
coloniale en ce sens que ses promoteurs sont des tirailleurs provenant de l’île de Madagascar qui accompagnaient les Colons dans leur exploration.

## Histoire

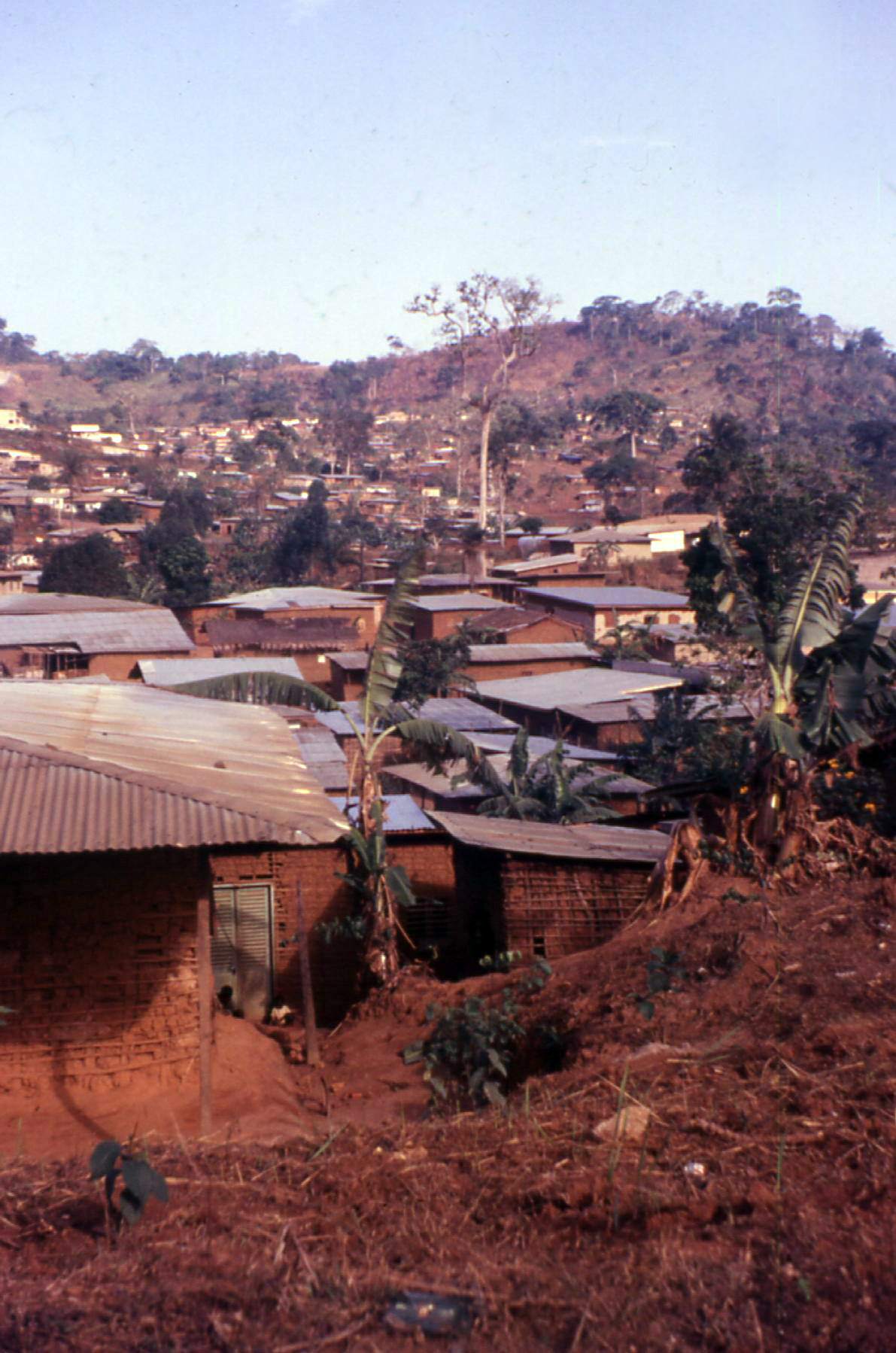
Le quartier de Madagascar en février 1973.

Ce quartier, jadis, était une portion de brousse où les Mvog Betsi, originaire du lieu, pratiquaient la chasse au Léopard à l'aide des rabatteurs formant un cercle. Le secteur fut appelé Dzu Ze (« réserve pour la chasse au Guépard »). Avec la déforestation, la zone fut colonisée par une savane arbustive et fut dénommée Ekid Nlen (« étendue de savane ») où poussent les faneli. Point de ramification de différents cours d'eau, la contrée reçut le nom de « Les Sources ». Plus tard, les militaires occupent 32 ha de ce terrain vague pour leurs exercices de point de mire et le baptisent Ekedan Ngal ou « champ de tir » en français.
En 1952, la société immobilière du Cameroun(SIC), crée pour remplacer la société africaine de prévoyance (SAP),qui fut chargée par l'autorité coloniale de construire un nouveau camp des fonctionnaires africains dans ce sous-ensemble du grand quartier Messa. Entre 1953 et 1957, la SIC mit en service, pour le seul lotissement « Les sources », 435 wagons de chemin de fer accolés.
Lors de la Coupe des Tropiques organisée à Yaoundé en 1964, et qui avait rassemblé différentes nations africaines dans diverses disciplines sportives, la délégation de Madagascar, l'île de l'Océan Indien qui par ailleurs remporta les trophées de tennis et volleyball séjourna au camp SIC Les sources. Du coup, ce quartier devient le point de mire de la population de Yaoundé qui n'hésita pas à le baptiser « quartier Madagascar ». Le camp, aujourd'hui a été réaménagé et les appartements ont été vendus à des particuliers.

## Géographie
Ce quartier est séparé de la Cité Verte par la rivière Abyedége, Madagascar est l'exemple type de localité à connaitre une véritable onomasiologie toponymique. Situé au Nord-Ouest de la ville .

## Population
Du fait de sa grande étendue, la population de Madagascar est très cosmopolite. On y retrouve en majorité les populations autochtones les Fang – Bétis, des Grassfields, du Septentrion, et les Bassa .

## Établissements scolaires
- Lycée technique de Yaoundé II[4]